# کارادیگان
کارادیگان (انگلیسی: Karadygan) یک شهرک در شهرستان زیانچورینسکی استان باشقیرستان کشور روسیه است.